# Viktóriya Karpenko
Viktóriya Karpenko (Jersón, República Socialista Soviética de Ucrania, 15 de marzo de 1981) es una gimnasta artística ucraniana,  subcampeona del mundo en 1999 en la competición general individual.

## 1999
En el Mundial de Tianjin 1999 gana la plata en la general individual —tras la rumana Maria Olaru (oro) y por delante de la rusa Yelena Zamolódchikova (bronce); asimismo también gana el bronce en la competición por equipos, tras Rumania y Rusia, siendo sus compañeras de equipo: Tatiana Yarosh, Inga Shkarupa, Olga Teslenko, Olga Roschupkina y Nataliya Horodny.